# Ariel Petrocelli
Ariel Petrocelli (Campo Santo, 11 de agosto de 1937 - Salta, 17 de septiembre de 2010) fue un poeta y compositor argentino. Destacó en la composición de música folklórica de Argentina, y se lo  considera uno de los cinco poetas fundamentales del cancionero argentino.
Ariel Petrocelli fue un prolífico compositor que ha compuesto canciones clásicas del cancionero argentino y latinoamericano como Para ir a buscarte, Cuando tenga la tierra (con Daniel Toro), El antigal (con Lito Nieva y Daniel Toro), Zamba del ángel (con Hugo Díaz), El seclanteño, La bagualera, etc. Con su esposa Isamara había formado un dúo y compuesto varias canciones como Yerba buena del amor, Arrieros de Salta, Chacarera del alma, Así es la forma con que te amé, Pero la vida es ajena, etc.

## Biografía
Realizó sus estudios primarios con los salesianos y se recibió de maestro en la Escuela Normal de Salta. Luego se trasladó a Cachi para ser maestro de ese pueblo, donde con 19 años empezó a escribir sus poemas.
En Cachi conoció a otra maestra, Isamara, que sería su compañera por el resto de su vida. Para ella, en 1958, compuso la famosa Para ir a buscarte, su primera canción, con música de Daniel Toro, por entonces un adolescente de 17 años. La letra es una respuesta a las dudas de Isamara, ante su miedo de que Ariel la dejara para dedicarse a su arte.
En Cachi tomó contacto con los «antigales», áreas o restos de las civilizaciones indígenas que habitaban América antes de la conquista española, que los pobladores actuales reconocen como portadores de un antiguo significado. Con ese sentido, la palabra «antigal» es un argentinismo que quiere decir ‘antiguo’.

Cuando fui maestro conocí la Puerta la Paya y allí entré en contacto con los antigales. Después de esa visión empecé a profundizar al tema. Toda América es un enorme antigal. En todas partes están presentes los restos de las culturas primitivas.
Ariel Petrocelli.

Luego profundizaría esa idea de América como antigal del siguiente modo:

Me parece que vamos a retomar esa frase para hacer un trabajo que tenga una onda expansiva de vastas dimensiones. Aparece en la simplicidad de una apacheta, en la simplicidad de algunos cacharros porque ante la pregunta de qué es el antigal digo, para sintetizar, que toda América en un gran antigal. Donde vos toques hay un resto de las múltiples, de las infinitas civilizaciones que estuvieron aquí antes del advenimiento del conquistador. Sabes que de esto se habló muy poco o nada. Por eso me parece muy buena la idea de empezar desde aquí, desde lo primero. Empezar desde el antigal me parece maravilloso porque son los últimos testimonios que tenemos de la América precolombina. A veces se habla de América como si esa historia no hubiese existido, así se recuerda a San Martín y se ignora al cacique Chalimín, que ya peleaba por esta tierra muchísimo tiempo antes que San Martín. Creo que esta idea de América como antigal tiene un valor que me parece puede ser retomado porque al final de lo que se trata es de pensar en esta gran patria grande, América; y no América Latina, sino la América Indígena.
Ariel Petrocelli.

Ariel Petrocelli formó un dúo con su esposa Isamara, con quien recorrieron los escenarios de la provincia de Salta.
En agosto de 2010, Petrocelli fue internado de urgencia en un sanatorio de la capital salteña debido a una descompensación cardíaca. Fue sometido a una angioplastia que resultó exitosa. Sin embargo, luego de unas semanas, en el posoperatorio sufrió una hemorragia intestinal de la que no se recuperó y falleció el 17 de septiembre de 2010 a las 6 de la mañana.